# 温州軌道交通
温州軌道交通（おんしゅうきどうこうつう、中文表記: 温州轨道交通、英文表記: Wenzhou Rail Transit）は、中華人民共和国浙江省温州市において運行されている都市鉄道である。

## 概要
S1線は2011年11月11日に着工、2019年1月23日に一部区間が開業し、同年9月28日に全線が開通した。S2号線は2015年12月30日に着工、2023年8月26日に開業。S3号線は2023年3月27日に着工し、2023年3月現在、2027年の開業を予定している。最終計画では市域線3路線（S1～S3線）および市街線4路線（M1～M4線）の計7路線を建設する予定である。
S1線は温州南駅や温州龍湾国際空港を経由し、S2号線は近郊の楽清市と瑞安市を結ぶ。両線は機場駅および霊昆駅で連絡する。

## 運営中の路線
| 色 | 路線名 | 営業区間            | 駅数 | 営業キロ | 開通日        | 編成両数 | 車両製造所   |
| -- | ------ | ------------------- | ---- | -------- | ------------- | -------- | ------------ |
|    | S1号線 | 桐嶺駅 - 双甌大道駅 | 18駅 | 77.0km   | 2019年1月23日 | 4両      | 中車青島四方 |
|    | S2号線 | 清東路- 東山駅      | 20駅 | 62.945km | 2023年8月26日 |          |              |

## 事業中の路線
| 色 | 路線名 | 工事名 | 工事区間           | 駅数 | 営業キロ | 着工 | 開通予定 | 可決文書 |
| -- | ------ | ------ | ------------------ | ---- | -------- | ---- | -------- | -------- |
|    | S3号線 | 本線   | 温州火車駅- 飛雲駅 | 13駅 | 31.05km  |      | 2027年   |          |

## 参照
1. ↑  “S1线石坦隧道开工建设 温州驶向市域铁路时代” (中国語).   温州網-温州商報 (2011年11月12日). 2016年5月22日閲覧。
2. ↑  “重磅！温州轨道交通S1线将于1月23日试运营” (中国語).   温州市鉄路与軌道交通投資集団 (2019年1月15日). 2025年3月4日閲覧。
3. ↑  “官宣！9月28日12时，温州轨道交通S1线全线正式贯通运营！” (中国語).   温州市鉄路与軌道交通投資集団 (2019年9月27日). 2025年3月4日閲覧。
4. ↑  “市域铁路S2线一期工程今开工 全程用时1小时内” (中国語).   温州都市報 (2015年12月30日). 2016年5月22日閲覧。
5. ↑  “定了！8月26日12点！ 温州轨道交通S2线开通运营” (中国語).   温州市鉄路与軌道交通投資集団 (2023年8月24日). 2025年3月4日閲覧。
6. ↑  “温州市域铁路S3线，今天开工！构建大都市区“1小时交通圈”” (中国語).   温州日報 (2023年3月27日). 2025年3月4日閲覧。